# Gérard Presgurvic
Pour les articles homonymes, voir Presgurvic.
 (avril 2017).
Si vous disposez d'ouvrages ou d'articles de référence ou si vous connaissez des sites web de qualité traitant du thème abordé ici, merci de compléter l'article en donnant les références utiles à sa vérifiabilité et en les liant à la section « Notes et références ».
Gérard Presgurvic, né le 24 juin 1953 à Boulogne-Billancourt, est un musicien et auteur-compositeur-interprète français.

## Biographie
Il a connu un succès important, en tant qu'interprète au début des années 1980 avec le titre Détective et en tant que compositeur avec le titre Chacun fait (c'qui lui plaît) interprété par le groupe Chagrin d'amour.
Il a écrit ou coécrit de nombreux albums de Patrick Bruel : Marre de cette nana-là, Comment ça va pour vous ?, Casser la voix puis Qui a le droit.... Par la suite, Presgurvic écrira et composera de multiples succès pour Elsa, Florent Pagny, Henri Salvador, Victoria Petrosillo etc. Et aujourd'hui pour Mireille Mathieu (La solitude)  et pour Liane Foly (On a tous le droit et Vivre).
Il compose de nombreuses musiques de films, de téléfilms et de séries télévisées telles que Pause café, Commissaire Moulin, La Vérité si je mens !.
Il a connu en 2001 un grand succès en étant l'auteur et le compositeur de la comédie musicale Roméo et Juliette, de la haine à l'amour.
Il a aussi adapté le roman de Margaret Mitchell, Autant en emporte le vent dans une comédie musicale avec sa fille, Laura Presgurvic dans le rôle de Scarlett O'Hara, jouée en 2003 et 2004.
En 2010, il est revenu avec une nouvelle version de Roméo et Juliette : Roméo et Juliette, les enfants de Vérone, avec Damien Sargue dans le rôle de Roméo et Joy Esther dans le rôle de Juliette.
Courant 2014, pour la Revue Takarazuka, il compose les titres de Napoléon, the Man Who Never Sleeps ; la comédie musicale est écrite et mise en scène par Shūichirō Koike.

## Discographie
- Vivre haut, 1977, album
- Détective, 1982, Emen-Tevel / Polydor (45T)
- La Vérité qu'on nous ment, 1983, album
- Rocky (Tu rêves encore), 1985, Polydor (45T)
- Qu’est-ce que tu dis ?, 1986, Polydor (45T)
- Explication, 1987, Carrère (45T)
- Égoiste, 1989, Tréma (45T)
- Prononcez Presgurvic, 1993, album
- Roméo et Juliette (De la haine à l'amour), Mercury, 2001
- Autant en emporte le vent, M6 Interaction, 2003

## Comédies musicales
- 2001 : Roméo et Juliette, de la haine à l'amour
- 2003 : Autant en emporte le vent
- 2010 : Roméo et Juliette, les enfants de Vérone
- 2014 : Napoléon, the Man Who Never Sleeps

## Prise de position
En 2022, il soutient publiquement Stéphane Métro, l'un des chanteurs de Roméo et Juliette, les enfants de Vérone, jugé pour pédocriminalité. Dans des propos recueillis par Libération, il affirme que Métro est une « victime du mouvement MeToo ». Pour le producteur, ce procès est le résultat « d'une vengeance » orchestrée par l'une des victimes. Il met en parallèle cette affaire avec le cas Polanski : « Regardez Polanski, c'est n'importe quoi. J'ai vécu à Los Angeles : les filles de quinze ans en faisaient dix-huit et elles vous branchaient aux feux rouges ! ». Il affirme par ailleurs avoir eu vent des « bêtises » commises par Métro, qui auraient provoqué le « malaise dans la troupe ». Il réitère son affection pour Métro (« un type que j'aime beaucoup, il est très bon et il me manque »), tout en concédant que ce dernier devra assumer si sa culpabilité est avérée : « S'il est coupable, je ne pourrai rien faire, je ne pourrai pas le protéger. Il paiera ». À la suite des deux ans ferme requis contre Métro, Presgurvic ne s'exprime plus sur l'affaire.